# Reid Blackburn

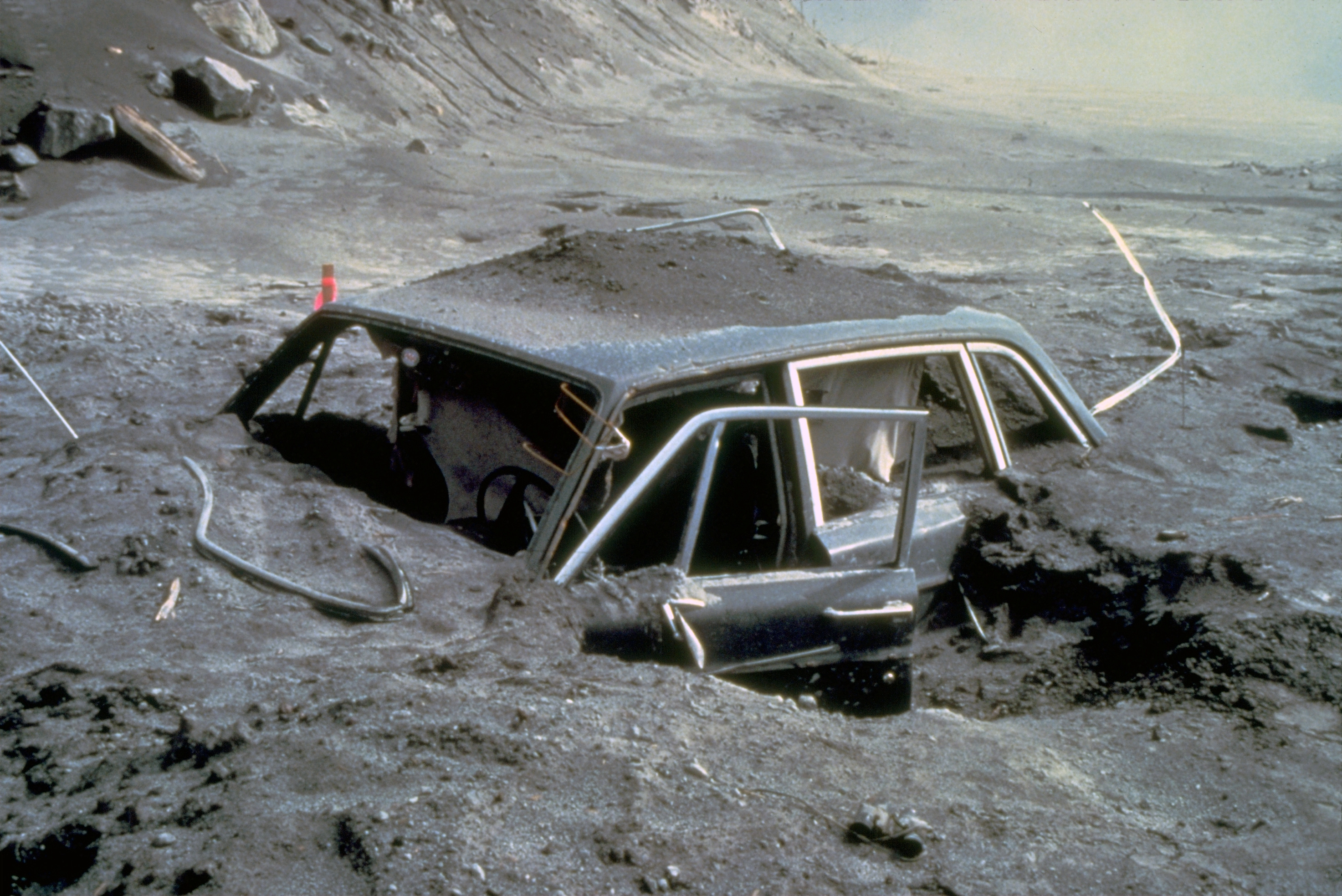
El Volvo 144 de Blackburn después de la erupción.

Reid Turner Blackburn (11 de agosto de 1952 – 18 de mayo de 1980) fue un fotógrafo estadounidense muerto en la erupción volcánica del Monte Santa Helena de 1980. Como fotoperiodista cubrió la erupción para un diario local— el Vancouver Washington Columbian— así como para la revista National Geographic y el Servicio Geológico de los Estados Unidos. En el proceso fue alcanzado por la explosión en Coldwater Camp.
El automóvil y el cuerpo de Blackburn fueron encontrados cuatro días después de la erupción. Su cámara, enterrada bajo los escombros de la deflagración, fue encontrada una semana más tarde.
Después de su muerte, Blackburn fue alabado tanto por sus compañeros de trabajo como por sus amigos. Hablaron de su talento y entusiasmo, así como su a veces "mordaz" sentido del humor. Su esposa, Fay, concluyó que había muerto haciendo lo que amaba.

## Vida
Blackburn nació en 1952, hijo de un ingeniero que poseía "una fijación por descubrir cómo funcionaban las cosas". Le encantaba la idea de la fotografía, una vez equiparándola a "pintar con luz". Era un fotógrafo consumado, y había recibido elogios de la Associated Press por sus fotografías. Blackburn también publicó un libro sobre carreras de hidroaviones fueraborda.
Blackburn asistió al Linfield College en McMinnville, Oregón. Empezó a trabajar en The Columbian en 1975 como reportero gráfico. Fue allí donde conoció a su mujer, Fay Mall, que trabajaba en el departamento de publicidad gráfica del periódico. Tras salir unos meses, se casaron en el verano de 1979. Blackburn disfrutaba yendo de excursión, practicando senderismo y le encantaba el aire libre.

## Asignación al Monte Santa Helena
Según el colega y editor fotográfico Steve Small, Santa Helena era la montaña favorita de Blackburn. La subieron juntos varias veces, y se referían a ella como "la Belleza Durmiente del Noroeste."
Blackburn se interesó en la posibilidad de una erupción en la montaña en marzo de 1980, cuando una serie de terremotos empezaron a sacudir el volcán. Después de volver a subir la montaña, la situación le intrigaba y finalmente fue asignado para documentar la actividad del volcán por sus habilidades al aire libre y su meticulosidad. En mayo, había empezado a acampar cerca del volcán con un proyecto conjunto para tomar fotos de los fenómenos volcánicos para The Columbian, National Geographic, y el Servicio Geológico de los Estados Unidos.

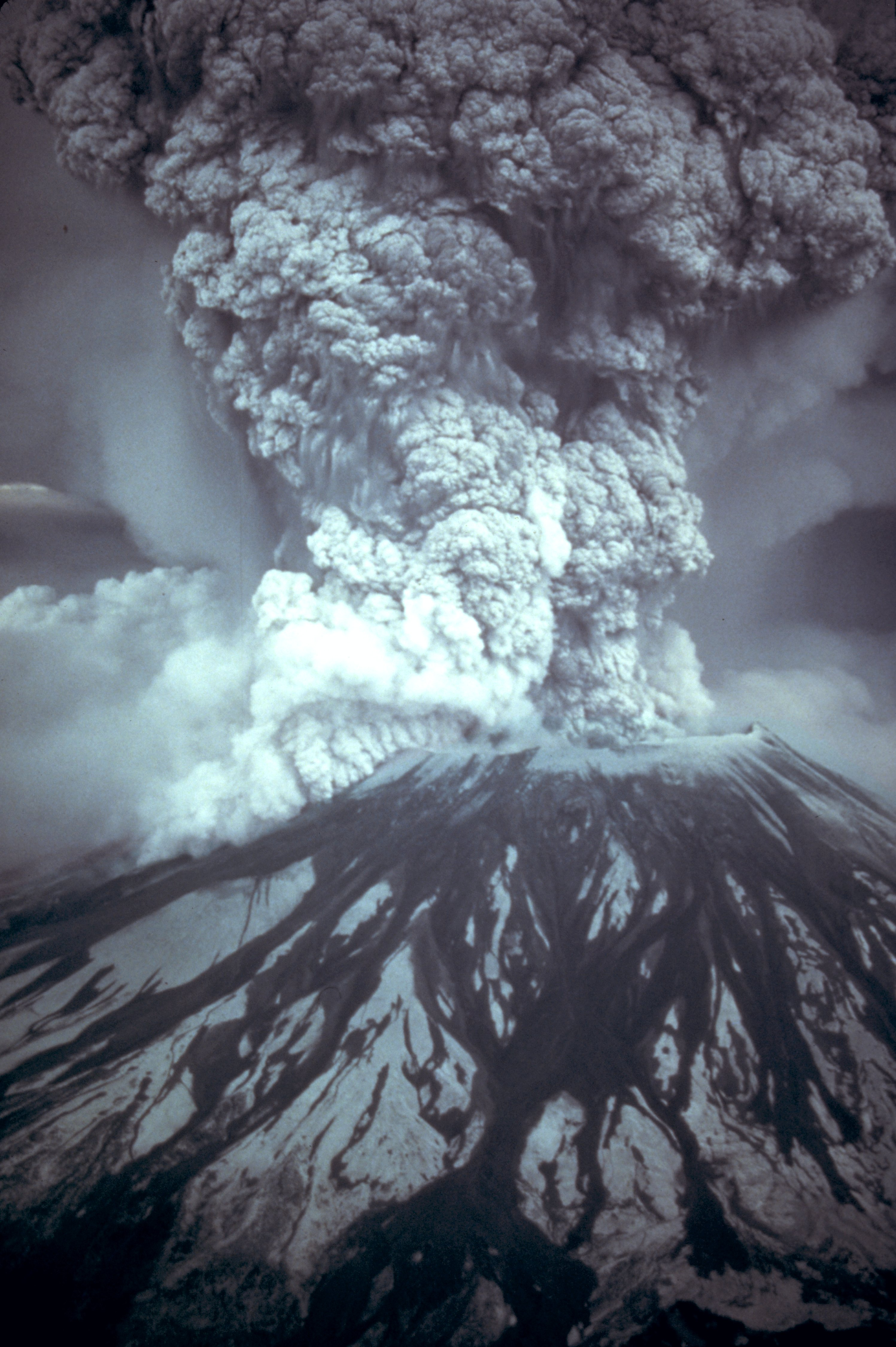
Erupción del Monte Santa Helena (Fotógrafo: Austin Post (USGS))

A pesar de ser asignado para quedarse en la montaña solo hasta el 17 de mayo, Blackburn optó por quedarse unos días más. Estaba situado cerca de Coldwater Creek, a 8 millas (13 km) del volcán, el día de la erupción.
En la mañana del 18 de mayo, un terremoto de 5,1 grados en la escala de Richter golpeó la región, provocando un derrumbe masivo— 0,6 millas cúbicas (3 km cuadrados) de rocas- que liberó la presión en el cráter del volcán, causando una gran eyección de vapor. En unos segundos, el monte Santa Helena entró en erupción lateralmente, enviando flujo piroclástico a velocidad supersónica sobre el bosque de abajo.

## Muerte
Blackburn pereció cuando el flujo piroclástico cubrió el área donde estaba acampado. Su coche fue encontrado cuatro días más tarde, rodeado hasta las ventanillas en ceniza con su cuerpo en el interior. Las ventanillas habían estallado y la ceniza llenado el interior del vehículo.
A principios de junio, el fotógrafo de National Geographic Fred Stocker recuperó la cámara de Blackburn de entre escombros de 2,5 pies (80 cm) de espesor. La película no pudo recuperarse, porque el intenso calor de la erupción había corrompido los negativos.
El acontecimiento fue la más mortífera y destructiva erupción volcánica en la historia de los Estados Unidos. Un total de 57 personas fallecieron, y muchas más quedaron sin hogar cuando las caídas de ceniza y los flujos piroclásticos destruyeron o enterraron 200 casas. Además de Blackburn, el residente Harry R. Truman, el fotógrafo Robert Landsburg, y el vulcanólogo David Alexander Johnston murieron.

## Legado
La Asociación de Fotógrafos de Prensa Nacional otorgan una beca competitiva anualmente en honor a Blackburn, con un valor de 2000 dólares. En 2005 The Columbian ofreció una pasantía a solicitantes para la beca en memoria de Blackburn.
En diciembre de 2013, un rollo de película sin revelar que contenía tomas previas a la erupción del monte Santa Helena fue descubierto en los archivos de Blackburn en The Columbian. Las fotos, tomadas por Blackburn durante una sesión de fotos de la montaña desde helicóptero el mes antes de la erupción, se reveló exitosamente más de 30 años después de la muerte de Blackburn, y es históricamente importante como registro del paisaje previo a la erupción.